# Ian Syster
Ian Syster (ur. 20 stycznia 1976 w Prince Albert, zm. 25 grudnia 2004) – południowoafrykański lekkoatleta specjalizujący się w biegach długodystansowych, głównie w maratonie. 
Złoty medalista mistrzostw RPA. W 2001 zajął 14. miejsce w maratonie na Mistrzostwach Świata w Edmonton. W 2003 wywalczył 7. miejsce na Mistrzostwach Świata w Paryżu- St. Denis, na tym samym dystansie. 
W 2002 ukończył na piątej pozycji maraton w Londynie, rok później jako pierwszy ukończył maraton w Pekinie.
W 2004 zginął w wypadku samochodowym w Keimoes. 

## Rekordy życiowe
| Konkurencja      | Rezultat | Data             | Miejsce        |
| ---------------- | -------- | ---------------- | -------------- |
| Bieg na 5000 m   | 13:45,37 | 8 marca 2002     | Bellville      |
| Bieg na 10 000 m | 28:24,61 | 1 marca 2002     | Port Elizabeth |
| Półmaraton       | 1:02:44  | 8 lipca 2001     | Londyn         |
| Maraton          | 2:07:06  | 14 kwietnia 2002 | Londyn         |